# Balzac et la Petite Tailleuse chinoise (film)
Pour plus de détails, voir Fiche technique et Distribution.
Balzac et la Petite Tailleuse chinoise est un film franco-chinois réalisé par Dai Sijie, sorti en 2002. Il s'agit d'une adaptation du roman éponyme de Dai Sijie.

## Synopsis
L'histoire de ce récit se déroule dans la province du Sichuan (région montagneuse). De jeunes gens, Luo et le narrateur, quittent la capitale de cette province (Chengdu) pour effectuer leur rééducation à la campagne dans le cadre du mouvement d'envoi des zhiqing à la campagne.

## Fiche technique
- Réalisation : Dai Sijie
- Scénario : Dai Sijie et Nadine Perront, d'après le roman Balzac et la Petite Tailleuse chinoise
- Production : Les Films de la Suane, France 3 Cinéma, Le Film
- Photographie : Jean-Marie Dreujou
- Montage : Julia Gregory, Luc Barnier
- Musique originale : Pujian Wang
- Décors : Juiping Cao
- Costumes : Huamiao Tong
- Langue : mandarin
- Durée : 116 minutes (1 h 56)
- Dates de sortie : 
  -  France : 16 mai 2002 (sélection Un Certain regard au Festival de Cannes de 2002), 9 octobre 2002 (sortie nationale)
  -  Chine : 9 octobre 2002
  -  Belgique : 15 janvier 2003

## Distribution
- Zhou Xun : la petite tailleuse chinoise
- Chen Kun : Luo
- Liu Ye : Ma
- Suang Bao Wang : le chef du village
- Xu Zu : le vieux tailleur
- Wang Hongwei : Four Eyes